# Kunnummal
Kunnummal es una ciudad censal situada en el distrito de Kozhikode en el estado de Kerala (India). Su población es de 18031 habitantes (2011). Se encuentra a 54 km de Kozhikode.

## Demografía
Según el censo de 2011 la población de Kunnummal era de 18031 habitantes, de los cuales 8479 eran hombres y 9552 eran mujeres. Kunnummal tiene una tasa media de alfabetización del 93,99%, inferior a la media estatal del 94%: la alfabetización masculina es del 97,59%, y la alfabetización femenina del 90,82%.